# Cordia
Cordia es un género de arbustos y árboles de la familia de las Boraginaceae. Cerca de 300 especies han sido identificadas cosmopolitamente, sobre todo en  regiones templadas.
Muchas Cordias tienen fragrancias y hermosas flores, populares en jardines, aunque no son especialmente duraderas. Como muchas otras borragináceas, tiene hojas pilosas.

## Descripción
Son árboles o arbustos, caducos o siempreverdes; plantas hermafroditas heterostilas, subdioicas o dioicas. Hojas enteras o serradas, pecioladas. Inflorescencias cimosas, paniculadas o a veces en capítulos o espigadas, terminales, axilares o internodales; flores bisexuales distilas u homostilas o unisexuales con estambres o gineceo reducido; cáliz tubular a campanulado, generalmente 5-lobado; corola tubular a campanulada, marcescente o caduca, generalmente 5-lobada; estambres generalmente iguales en número a los lobos de la corola; estilo 2 veces bífido, estigmas 4. Fruto con el cáliz persistente, drupáceo o seco; semilla 1.

## Ecología
Las especies de Cordia sirven de alimento por larvas de algunas especies de Lepidoptera incluyendo a Endoclita malabaricus y dos buculatrícidos, Bucculatrix caribbea y Bucculatrix cordiaella.
Algunas especies tropicales tienen  frutos comestibles, como el  sebesten.  En India, la fruta de especies locales se usan como vegetales, en  cocidos, pickles, con varios nombres, como lasora en hindi.  Cordia dichotoma,  gunda en hindi.

## Taxonomía
El género fue descrito por Carlos Linneo  y publicado en Species Plantarum 1: 190–191. 1753.
Etimología
Cordia: nombre genérico otorgado en honor del botánico alemán Valerius Cordus (1515-1544).
Clados
El análisis molecular para determinar las relaciones filogenéticas utilizando secuencias del espaciador transcrito interno (ITS1s) sugiere que las especies de Cordia se pueden clasificar en cuatro clados monofiléticos hermanos:
Varronia: angustifolia, bifurcata, bonplandii, bullata, curassavica, lauta, lenis, leucocephala, lima, longipedunculata.
Sebestena: alliodora, bordasii, decandra, eleagnoides, geleottiana, iguaguana, morelosana, parvifolia, sebestena, seleriana, sonorae, subcordata, trichotoma.
Collococcus: aspera, borinquense, collococca, ecalyiculata, nodosa, panamensis, rufescens, superba, taguahyensis, verronifolia.
Myxa: africana, cochichinense, dentata, faulknerae, garaf, guineensis, lutea, mairei, monoica, myxa, sinensis.

## Especies seleccionadas
| - Cordia abyssinica R.Br. - Cordia acuminata Wall. - Cordia acunae (Moldenke) Alain - Cordia africana Lam. - Cordia alba (Jacq.) Roem. & Schult. - ateje blanco de Cuba - Cordia alliodora (Ruiz & Pav.) Cham. - árbol del ajo, bocote u olivo de Texas - Cordia alnifolia Hornem. - Cordia amplifolia Mez - Cordia andreana J.Estrada - Cordia angustifolia (H.West ex Willd.) Roem. & Schult. - Cordia appendiculata Greenm. - Cordia asterothrix Killip - Cordia bakeri Britten - Cordia balanocarpa Brenan - Cordia boissieri A.DC. - anacahuita - Cordia boliviana Gand. - Cordia borinquensis Urb. – capá, muneco - Cordia buddeloides Rusby - Cordia bullata (L.) Roem. & Schult. - yerba de la sangre (Cuba) - Cordia cardenasiana J.S. Miller - Cordia collococca (L.) Sw. ex Griseb. - ateje de Cuba - Cordia correae J.S.Mill. - Cordia crenata (Roem. & Schult.) Delile - Cordia cujabensis Silva Manso & Lhotzky ex Cham. - Cordia curassavica (Jacq.) Roem. & Schult. - Cordia decandra Hook. & Arn. - carbón de Chile, carboncillo - Cordia dentata Poir. - Cordia dewevrei De Wild. & T.Durand - Cordia dichotoma Gürke en Engl. & Prantl - árbol de pájaros, peteribí) - Cordia dioica Boj. ex DC. - Cordia dodecandra A.DC. - capito de México, siricote - Cordia ecalyculata Vell. - bugre, café do mato - Cordia elaeagnoides A.DC. in DC. - Cordia erythrococca Griseb. - hierro de costa (Cuba) - Cordia exaltata Lam. - laurel del Perú - Cordia galeottiana A.Rich. - vomitel blanco de Cuba - Cordia gerascanthus L. - baria de Cuba, varia de Cuba, palo de rosa de las Antillas. - Cordia glazioviana (Taub.) Gottschling & J.S.Mill. - Cordia globosa Andrieux ex DC. - Cordia guanacastensis Standl. - Cordia guaranitica Chodat & Hassl. - Cordia holstii Gürke | - Cordia latora Buch.-Ham. ex Royle - Cordia leucosebestera Griseb. - hierro de costa (Cuba) - Cordia lima (Desv.) Roem. & Schult. - romperropa de la isla de Santo Domingo - Cordia linnaei Stearn - Cordia lutea Lam. - membrillejo del Perú, tina del Perú, overo, overal. - Cordia macleodii Hook.f. & Thomson - Cordia martinicensis Roem. & Schult. - Cordia megalantha S.F.Blake - Cordia melanoneura Klotzsch - Cordia millenii Baker - Cordia minahassae Koord. - Cordia mollis Pittier - Cordia monoica Bojer - Cordia mucronata Fresen. - Cordia mukuensis Tatón - Cordia myxa L. - mija de la India, sebestén de Egipto. - Cordia natalensis Sond. - Cordia nesophila I.M.Johnst. - Cordia nevillii Alston - Cordia nivea (ex Martius) Fresen. - Cordia nodosa Lam. - Cordia obliqua (Ruiz & Pav.) Vell. ex Kunth - Cordia olitoria Blanco - col de Maluco, coles-maluco de Filipinas, maluco de Filipinas. - Cordia panamensis L.Riley - Cordia paraguariensis Chodat & Hassl. - Cordia parvifolia Hemsl. - Cordia perlonga Fernald - Cordia pringlei B.L.Rob. - Cordia reticulata Roth - Cordia rupicola Urb. - Cordia salviifolia H.B. & K. - Cordia sebestena Forssk. - vomitel colorado de Cuba, sebestén de las Antillas, árbol geiger - Cordia sinensis Lam. - Cordia skutchii I.M. Johnst. - Cordia spinescens L. - chilincoco - Cordia subcordata Lam. - kou en idioma hawaiano - Cordia sulcata DC. - Cordia tetrandra Aubl. - vomitel encarnado de Cuba, muñeco del río Magdalena. - Cordia thaisiana G.Agostini - Cordia trichotoma (Vell.) Steud. - Cordia valenzuelana A.Rich. - ateje hembra de Cuba |